# Fritz Kollorz
Fritz Kollorz (né le 10 mars 1945 à Essen et mort le 29 juin 2019 à Recklinghausen) est un homme politique allemand de la CDU.

## Biographie
Diplômé de l'école élémentaire en 1959, Kollorz étudie à l'école professionnelle minière jusqu'en 1962. Puis il travaille comme mineur et électricien de mine. À partir d'avril 1970, il occupe divers postes chez IG Bergbau und Energie. D'avril 1978 à 2005, il est membre du conseil d'administration de l'Union fédérale des mineurs (1991-2005 en tant que président) et à partir de décembre 1990, président du conseil des coopératives de l'association du commerce minier.
De mai 1991 à octobre 1997, il est le deuxième président d'IG Bergbau und Energie et depuis octobre 1997, il est membre du directoire d'IG Bergbau, Chemie, Energie.
Kollorz reçoit le 5 octobre 2009 l'Ordre du Mérite de Rhénanie du Nord-Westphalie à la Maison d'État de Düsseldorf du ministre-président Jürgen Rüttgers.

## Politique
Fritz Kollorz est membre de la CDU depuis 1964. Depuis 1984, il est membre du conseil de district CDA de Recklinghausen et 1er vice-président de l'association régionale CDA de Rhénanie-du-Nord-Westphalie. De 1975 à 1980, il est membre du conseil municipal de Recklinghausen. Depuis 1959, il est membre de IG Bergbau, Chemie, Energie et KAB.
Fritz Kollorz est membre du Landtag de Rhénanie du Nord-Westphalie lors des 11e, 12e et 13e législatures de 1990 à 2005, toujours élu via la liste d'État.